# Montenegro nos Jogos Olímpicos de Verão de 2012
Montenegro competiu nos Jogos Olímpicos de Verão de 2012, que aconteceram na cidade de Londres, no Reino Unido, de 27 de julho até 12 de agosto de 2012.

## Tiro
Masculino
| Atleta           | Evento                | Qualificação | Qualificação | Final       | Final       | Posição |
| Atleta           | Evento                | Placar       | Posição      | Placar      | Total       | Posição |
| ---------------- | --------------------- | ------------ | ------------ | ----------- | ----------- | ------- |
| Nikola Šaranović | Pistola de ar de 10 m | 565          | 41º          | Não avançou | Não avançou | 41º     |
| Nikola Šaranović | Pistola livre 50 m    | 524          | 38º          | Não avançou | Não avançou | 38º     |